# Sandro Fuga
Sandro Fuga (Mogliano Veneto, 26 novembre 1906 – Torino, 1º marzo 1994) è stato un pianista e compositore italiano.

## Biografia
Nipote del pittore Luigi Nono, compì gli studi di pianoforte, organo e composizione presso il conservatorio “Giuseppe Verdi” di Torino a partire dal 1919 dove ebbe come insegnanti di composizione Luigi Perrachio, Franco Alfano e Giorgio Federico Ghedini, di organo Ulisse Matthey, di pianoforte Luigi Gallino. Intraprese dal 1933 l'impegno didattico al conservatorio di Torino, dove insegnò pianoforte, composizione, con l'unica eccezione del biennio 1951/1952 in cui tenne la Cattedra di composizione al Conservatorio di Milano; nel 1966 fu nominato direttore del Conservatorio di Torino.
È stato membro dell'Accademia nazionale di Santa Cecilia di Roma e dell'Accademia Nazionale Luigi Cherubini di Firenze.
Fu un autore eseguito abbastanza correntemente nelle programmazioni sinfoniche e cameristiche italiane della seconda metà del Novecento, inoltre la sua musica ricevette numerosi riconoscimenti in concorsi internazionali: nel 1952 la sua Toccata per pianoforte e orchestra fu premiata al Concorso di Composizione Sinfonica "Città di Trieste", in seguito nel 1958 la sua composizione Ultime lettere da Stalingrado (per voce recitante e orchestra) ricevette il Premio Marzotto.
Più tardi, nel 1991 la Sonata n. 3 per violino e pianoforte ricevette il "Premio Psacaropulo" della critica musicale torinese.
Sue composizioni sono edite da Ricordi (Milano), Curci (Milano), Boccaccini e Spada (Roma) e Suvini Zerboni (Milano), Pizzicato (Udine).
Per ricordare la figura di Sandro Fuga, la famiglia ha fondato nel 1995 un'associazione a suo nome e l'anno seguente ha organizzato il Concorso Nazionale di Musica da Camera che ha luogo a Torino (nel 2008 c'è stata la VII edizione), presso il conservatorio che egli guidò per anni e dove esercitò il suo magistero didattico. Nel 2006, nel centenario della nascita del compositore, l'Associazione ha prodotto un CD di musiche da camera.

## Stile
Compositore di tendenza decisamente tradizionalista, attento all'aspetto formale del linguaggio, Fuga trovò spesso modo di esprimersi con originalità e invenzione convincenti, pur senza mai avvicinarsi alle correnti più avanzate della musica contemporanea a lui coeva. Ebbe modo di lasciare una testimonianza del suo mondo compositivo in più campi, dall'oratorio alla musica sinfonica, all'opera, alla musica da camera.

## Composizioni

### Opere liriche
- La croce deserta, lauda in un atto su testo di Tullio Pinelli (1948-1949)
- Otto Schnafs, opera eroicomica in un atto da Guy de Maupassant (1948)
- Confessione, quattro quadri, da una novella di Irwin Shaw (1960)
- L'Imperatore Jones, mimo-dramma in sette scene, dall'omonimo dramma di Eugene O'Neill (1976 al Teatro Regio di Torino diretta da Fernando Previtali)
- La pesca, opera in un atto, dall'omonimo dramma di Eugene O'Neill

### Altro
- 3 Sonate per violoncello e pianoforte (1936, 1973 e 1989)
- 6 Quartetti per archi (1943-1988)
- Toccata per pianoforte e orchestra (1952)
- Concertino per tromba e archi (1953)
- Ultime Lettere da Stalingrado per voce recitante e orchestra (1957)
- Concerto per violino e orchestra (1959)
- Sinfonia per orchestra (1966)
- Sonata per viola e pianoforte (1974)
- Dal diario di Anna Frank per soprano e piccola orchestra (1977)
- Concerto per pianoforte, archi e timpani (1981)
- Altri 7 preludi per pianoforte (1988)
- Sonata per violino e pianoforte n. 1 (1938-39)
- Sonata per violino e pianoforte n. 2 (1972)
- Sonata per violino e pianoforte n. 3 (1989)